# Marco Nizzoli
Marco Nizzoli est un dessinateur et enseignant italien.

## Œuvre

### ÉditionLes Humanoïdes Associés
- Série Les Enfants du crépuscule : album Peur sur la ville (2006) avec Massimo Semerano.
- Série Le Jour des Magiciens avec Michelangelo La Neve :

1. Anja (2003) ;
2. Drazen (2004) ;
3. Lancaster (2005) ;
4. Tanaka (2006) ;
5. Le Dernier Cercle (2010).

### Édition Delcourt
- Série Le Monde d'Alef Thau, avec Alejandro Jodorowsky :

1. Résurrection (2008) ;
2. Entre deux Mondes (2009) ;
3. Le Monde d'Alef-Thau-Intégrale (2020).

### Édition Vertige Graphic
- Raymond Capp (1998) avec Federico Amico ;
- Fondation Babel (1998) avec Massimo Semerano.

### Édition Vents d'Ouest
- Démons et délices (1999) avec Federico Amico.

### Édition Glénat
- Lucifer Sam (2014) avec Michelangelo La Neve.
- La route de la vie (2018) avec Giovanna Furio.
- Serie Fleur de Nuit (2021) avec Giovanna Furio.

1. Les reves brisés (2021)
2. Ames au crépuscule (2021)